# Peč
Peč (německy Petschen) je obec v okrese Jindřichův Hradec v Jihočeském kraji. Žije zde 465 obyvatel. Peč je malá obec dříve s německým obyvatelstvem se silnou českou menšinou, po roce 1945 s českým obyvatelstvem. V současné domě je obydleno v obci včetně místních částí 155 domů, ve kterých žije 393 obyvatel.

## Geografická poloha obce
Ve vzdálenosti čtyři kilometry leží severovýchodně město Dačice, třicet kilometrů západně město Jindřichův Hradec, třicet kilometrů východně město Moravské Budějovice a 39 kilometrů severovýchodně město Třebíč. Rozkládá se po obou stranách Lidéřovického potoka, pravostranného přítoku Moravské Dyje, zahloubeného do okolních plošin jižní části v Dačické sníženiny.

## Název
Jméno vesnice bylo odvozeno od osobního jména Pek, které bylo asi domáckou zkratkou některého jména začínajícího na Pe- (Petr, Pelhřim apod.). Význam místního jména tedy byl "Pekův majetek". Německé jméno vzniklo z českého.

## Historie a vývoj do současnosti
První písemné zmínka o vsi je z roku 1305. Vesnice často měnila majitele a dokonce byla po roce 1417 rozdělena na dvě části a každá z částí byla přifařena k jiné faře - (Lipolec a Cizkrajov). Od poloviny 16. století náležela ves Peč slavonickému špitálu a od roku 1761 městu Slavonice v rámci telčského panství do roku 1849. Podle vceňovacího operátu žilo ve vsi v roce 1843 271 obyvatel v 50 domech a 64 domácnostech. Desátky se odváděly městu Slavonice a faře v Cizkrajově. Na týdenní pondělní trhy se z Peče jezdilo do Slavonic. Elektrifikována byla obec v roce 1937 připojením k síti ZME Brno.

## Obyvatelstvo
| Rok            | 1869 | 1880 | 1890 | 1900 | 1910 | 1921 | 1930 | 1950 | 1961 | 1970 | 1980 | 1991 | 2001 | 2011 | 2021 |
| -------------- | ---- | ---- | ---- | ---- | ---- | ---- | ---- | ---- | ---- | ---- | ---- | ---- | ---- | ---- | ---- |
| Počet obyvatel | 719  | 750  | 721  | 706  | 678  | 681  | 680  | 532  | 479  | 471  | 445  | 400  | 380  | 406  | 463  |
| Počet domů     | 145  | 150  | 154  | 154  | 154  | 152  | 150  | 148  | 115  | 111  | 108  | 141  | 147  | 166  | 172  |

## Obecní správa

### Správní začlenění obce od roku 1850

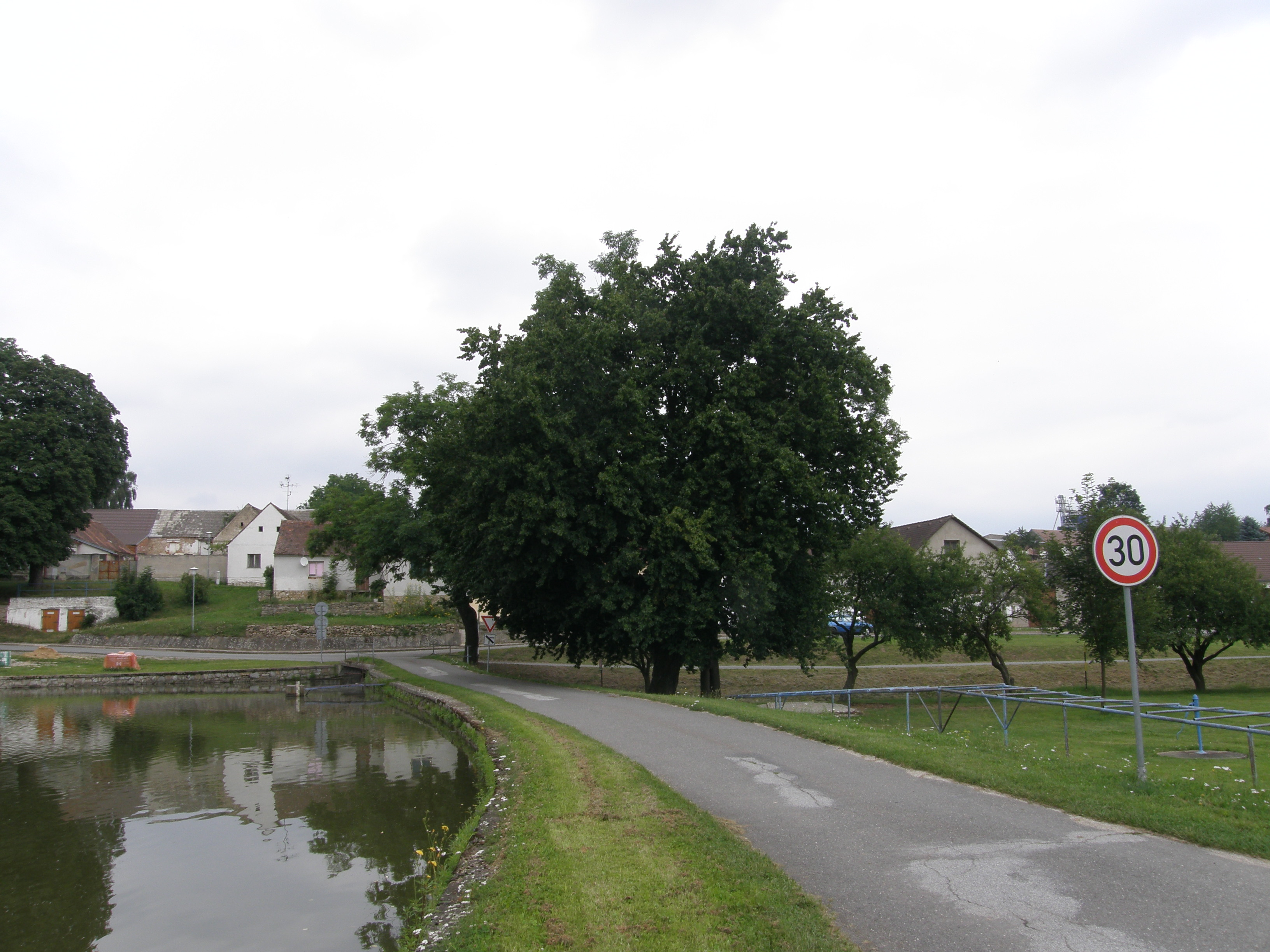
Památný strom Pečský habr

Do roku 1849 byla Peč součástí panství Telč v Jihlavském kraji. V letech 1850 až 1855 byla podřízena politické pravomoci Podkrajského úřadu v Dačicích a v soudní správě okresnímu soudu tamtéž. Po vzniku smíšených okresních úřadů s politickou a soudní pravomocí byla v letech 1855 až 1868 podřízena Okresnímu úřadu v Dačicích. Když byly veřejná správa a soudnictví roku 1868 opět odděleny, vrátila se pod politickou pravomoc Okresního hejtmanství v Dačicích, od roku 1919 okresní správy politické a od roku 1928 okresního úřadu tamtéž. Od roku 1911 náležela pod Okresní soud ve Slavonicích až do roku 1938. Po Mnichovské dohodě náležela od října 1938 do května 1945 pod Landrat ve Waidhofenu an der Thaya, říšská župa Dolní Dunaj. Po osvobození v květnu 1945 patřila pod Okresní národní výbor v Dačicích a v jeho rámci od roku 1949 pod nově vzniklý Jihlavský kraj. Toto začlenění trvalo až do poloviny roku 1960, kdy po územní reorganizaci byla Peč s moravským Slavonickem začleněna pod správní okres Jindřichův Hradec a Jihočeský kraj, což trvalo až do zrušení Okresního úřadu v Jindřichově Hradci koncem roku 2002. V roce 1960 byly pod Peč v rámci integrace obcí připojeny Lidéřovice a Urbaneč, a Peč byla 1. ledna 1980 připojena k Cizkrajovu, od 1. července 1990 má opět samostatný obecní úřad. Od roku 2003 spadá pod pověřený Městský úřad v Dačicích v samosprávném Jihočeském kraji.

### Části obce
Obec Peč se skládá ze tří částí na třech stejnojmenných katastrálních územích.
- Lidéřovice
- Peč
- Urbaneč

## Doprava
Železniční zastávka ČD s názvem Peč na trati Slavonice – Kostelec u Jihlavy je od vesnice vzdálena 1,8 kilometru při silnici směrem na Cizkrajov.

## Školství
Ve vesnici byla jednotřídní škola od roku 1892, kterou navštěvovali i žáci z Urbanče. Česká menšinová škola zde byla od roku 1919 a v roce 1931 byla pro tuto školu postavena nová budova. Její provoz však byl ukončen po okupaci v roce 1938. Po osvobození v roce 1945 a odsunu německého obyvatelstva, bylo obnoveno české vyučování pro děti dosídlenců. Pro malý počet žáků byla škola v roce 1979 zrušena a žactvo bylo převedeno do Dačic a Českého Rudolce.